# عشيق الليدي تشاترلي
عشيق الليدي تشاترلي (بالإنجليزية: Lady Chatterley's Lover)‏ هي رواية للكاتب البريطاني ديفيد هربرت لورانس، ونشرت لأول مرة في عام 1928. تم طبع الطبعة الأولى بسرية في فلورنسا، إيطاليا، بمساعدة من الناشر بينو أوريولي. ولم يتم نشر الطبعة المهذبة علناً في المملكة المتحدة حتى عام 1960. (صدرت طبعة خاصة من دار ماندريك عن طريق الناشر إنكي ستيفنسون في عام 1929). سرعان ما اشتهر الكتاب بقصته عن العلاقة الجسدية (والعاطفية) بين رجل من الطبقة العاملة وامرأة من الطبقة العليا، ووصفه الصريح للجنس، واستخدامه لكلمات لم يسمح بطباعتها وقتها.
ويقال إن القصة قد استوحاها لورنس من أحداث حياته الخاصة التعيسة، واستلهم موقع أحداث الكتاب من منطقة إيستوود في نوتينجهام، حيث نشأ وترعرع. وكما يرى بعض النقاد، فإن لورنس استلهم القصة أيضا من علاقة السيدة أوتولاين موريل مع عشيقها تايغر، وهو بناء شاب أتى لينحت قاعدة حجرية في حديقة تماثيلها. فكّر لورانس أن يسمى الرواية «حنان» وقام بتعديلات كبيرة في النص والقصة في عملية تكوينها. تم نشرها في ثلاث نسخ.

## روابط خارجية
- عشيق الليدي تشاترلي على موقع الموسوعة البريطانية (الإنجليزية)